# Farchioni
La Farchioni Olii S.p.A., meglio nota come Farchioni, è un'azienda agroalimentare italiana a conduzione familiare con sede a Giano dell'Umbria, in provincia di Perugia, nella frazione di Bastardo. Fondata a Spoleto nel 1780, è uno dei più antichi produttori nazionali di olio di oliva ancora in attività.

## Storia
Le origini dell'azienda risalgono al 1780, quando Luigi Farchioni avviò la propria attività a Spoleto, in località Maiano, utilizzando un piccolo mulino a pietra per la lavorazione delle olive e del grano. L'attività molitoria proseguì con i discendenti del Farchioni, i quali grazie all'acquisizione di altri terreni, uliveti, vigneti e aziende agricole, già a metà XIX secolo da semplici trasformatori divennero produttori di olio di oliva e di farina. La farina prodotta dai Farchioni fu particolarmente richiesta dai panificatori romani per farne il loro tipico pane, la rosetta.
Pompeo Farchioni, bisnipote del fondatore, nel 1920 sposò la possidente agricola e terriera Ines Valentini, e su un terreno di proprietà di quest'ultima a Giano dell'Umbria trasferì l'attività di famiglia impiantandovi un frantoio elettrico. Da questa unione nacquero i figli Domenico e Lanfranco, che dopo la seconda guerra mondiale affiancarono il padre nella conduzione dell'oleificio, che i medesimi contribuirono a far ingrandire trasformandolo in un'impresa industriale. L'impianto di produzione venne dotato di un nuovo molino elettrico laminatoio e di un avanzato frantoio  Rapanelli a presse di 400 atm. Nel 1951 venne lanciato sul mercato il Farchioni Classico in bottiglia di vetro da 2 litri, imbottigliato manualmente, e molti anni più tardi, nel 1960, con l'installazione di un moderno impianto, si procedette con l'imbottigliamento industriale.
Nel 1975, Farchioni lanciò l'Umbro, il primo olio con certificazione di origine al mondo, e nel 1977, il Novello. Nel 1978, l'impresa umbra divenne società per azioni ed assunse l'attuale ragione sociale Farchioni Olii S.p.A.. I prodotti dell'azienda umbra cominciarono ad essere venduti nella GDO a partire dal 1983, e il marchio Farchioni acquisì notorietà a livello nazionale. Negli anni novanta, alla conduzione dell'azienda si insediarono Pompeo e Roberto Farchioni, figli rispettivamente di Domenico e Lanfranco, che rappresentano la nona generazione della dinastia.
Nel 2004, viene inaugurato il nuovo stabilimento a sei linee produttive totalmente automatizzato, con elevata capacità di stoccaggio e dotato di livelli di controllo e sicurezza alimentare elevatissimi. Nel 2018, Farchioni fa il suo ingresso nel business della produzione artigianale e commercializzazione della birra, ed inaugura il nuovo stabilimento a Gualdo Cattaneo.
Nel 2020, in piena emergenza pandemica dovuta al COVID-19, Farchioni ha acquistato 41 letti donati al reparto di terapia intensiva dell'Ospedale Pantalla di Todi. Nell'anno medesimo, l'azienda umbra ha ricevuto premi e riconoscimenti al New York International Olive Oil Competition.

## Informazioni e dati
La Farchioni Olii S.p.A. è un'azienda con sede a Giano dell'Umbria, in provincia di Perugia, nella frazione di Bastardo, che opera nel settore agroalimentare. La sua principale attività consiste nella produzione e imbottigliamento dell'olio extravergine di oliva, ma avendo diversificato la produzione dopo gli anni 2000, Farchioni produce anche farina, vini e birre.
Nel 2019, l'azienda ha realizzato un fatturato di 129,5 milioni di euro, ed un utile netto di 2,7 milioni. Impiega 180 addetti, a cui si aggiungono altri 2.000 nell'indotto. La produzione avviene nei due stabilimenti di Bastardo e di Gualdo Cattaneo. Controlla 9 aziende agricole per un totale di 1.600 ettari, di cui 180 ettari di vigneto, 80 di uliveti e 140 di bosco.
Secondo produttore italiano di olio di oliva, Farchioni ne produce annualmente circa 10.000 tonnellate. Il 20% viene commercializzato attraverso le private label, e la restante gran parte con il marchio dell'azienda che in Italia possiede una quota di mercato del 4%. Il 25% della produzione viene esportata all'estero, in particolare negli Stati Uniti (dove possiede una filiale) e in Cina.